# Asztrobiológia

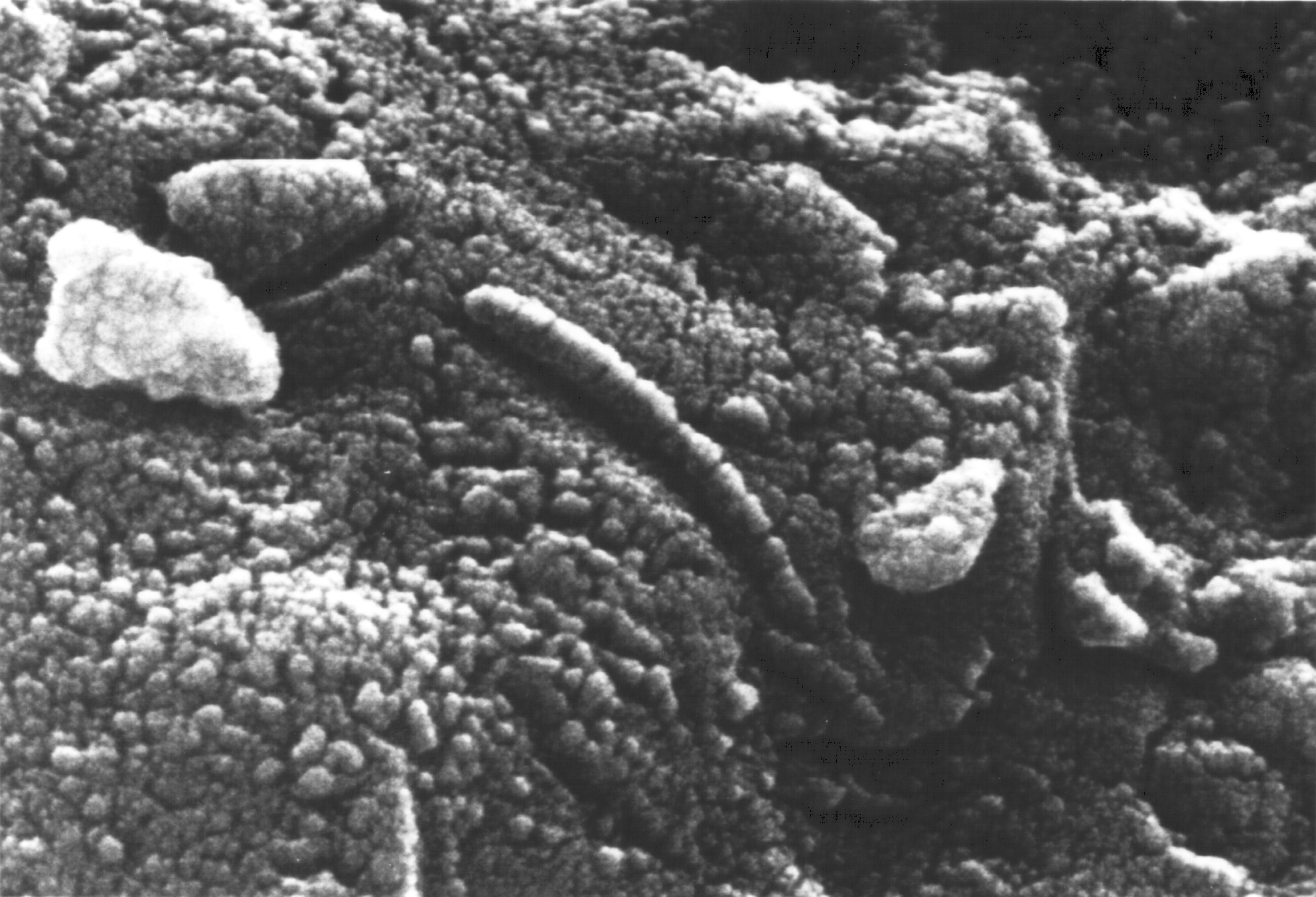
Az ALH 84001 meteoritban talált, baktériumokra emlékeztető, nanométeres képződmények

Az asztrobiológia vagy exobiológia interdiszciplináris tudományág, mely a csillagászat, a biológia és a geológia azon területeit foglalja magába, melyek a földön kívüli élet eredetét, lehetőségeit, evolúcióját, valamint a földi élet esetleges földön kívüli eredetét vizsgálják.
Az elnevezés a görög astron=csillag; biosz=élet; logosz=tudomány szavakból származik, és ugyancsak szokták exobiológiaként, illetve, helytelenül, xenobiológiaként emlegetni, melyben a xeno a görög xenosz=idegen szóra utal (ez nem fedi le teljesen az asztrobiológia területét, ugyanis a földi eredetű élet világűrben és más égitesteken történő túlélése vagy szaporodása is a tudományág kérdéskörébe tartozik, nem csak az idegen létformáké).

## Az asztrobiológia legfontosabb kérdései, témakörei
- Mi az élet? Hogyan lehet fogalmát általánosítani?
- Létezhet-e élet (mikrobiológiai vagy értelmes) otthonunkon kívül?
- Hogyan született az élet a Földön?
- Az élet milyen körülmények között jöhet létre?
- Lehetséges-e az élet utazása, világok között (Pánspermia-elmélet)?
- Hol lelhetünk életre a világegyetemben (a Földön kívül)?
- Hogyan lehetséges az, hogy ha számos fejlett földön kívüli civilizáció létezik a Tejútrendszerben, még nem találtunk olyan bizonyítékokat, mint idegen űrszondák, idegen űrjárművek vagy rádióadások? (Fermi-paradoxon)
- Az asztrobiológia speciális területeként fogható föl a földön kívüli értelem keresése (SETI, Search for Extraterrestrial Intelligence), és a vele való kommunikáció (CETI, Communication with Extraterrestrial Intelligence).

Kapcsolódó területei az exopolitika, az asztroszociobiológia, a xenoarcheológia és a xenolingvisztika, melyek többnyire sci-fi művekben jelennek meg.

## Áttekintés
Az asztrobiológia fejlődő tudományág, az élet jelenléte az univerzum más részén nehezen bizonyítható, annak kimutatása jelenlegi ismereteink szerint jelentős akadályokba ütközne. Az első és talán legfontosabb ilyen akadály az, hogy egyáltalán mit tekintünk életnek.

### Föld

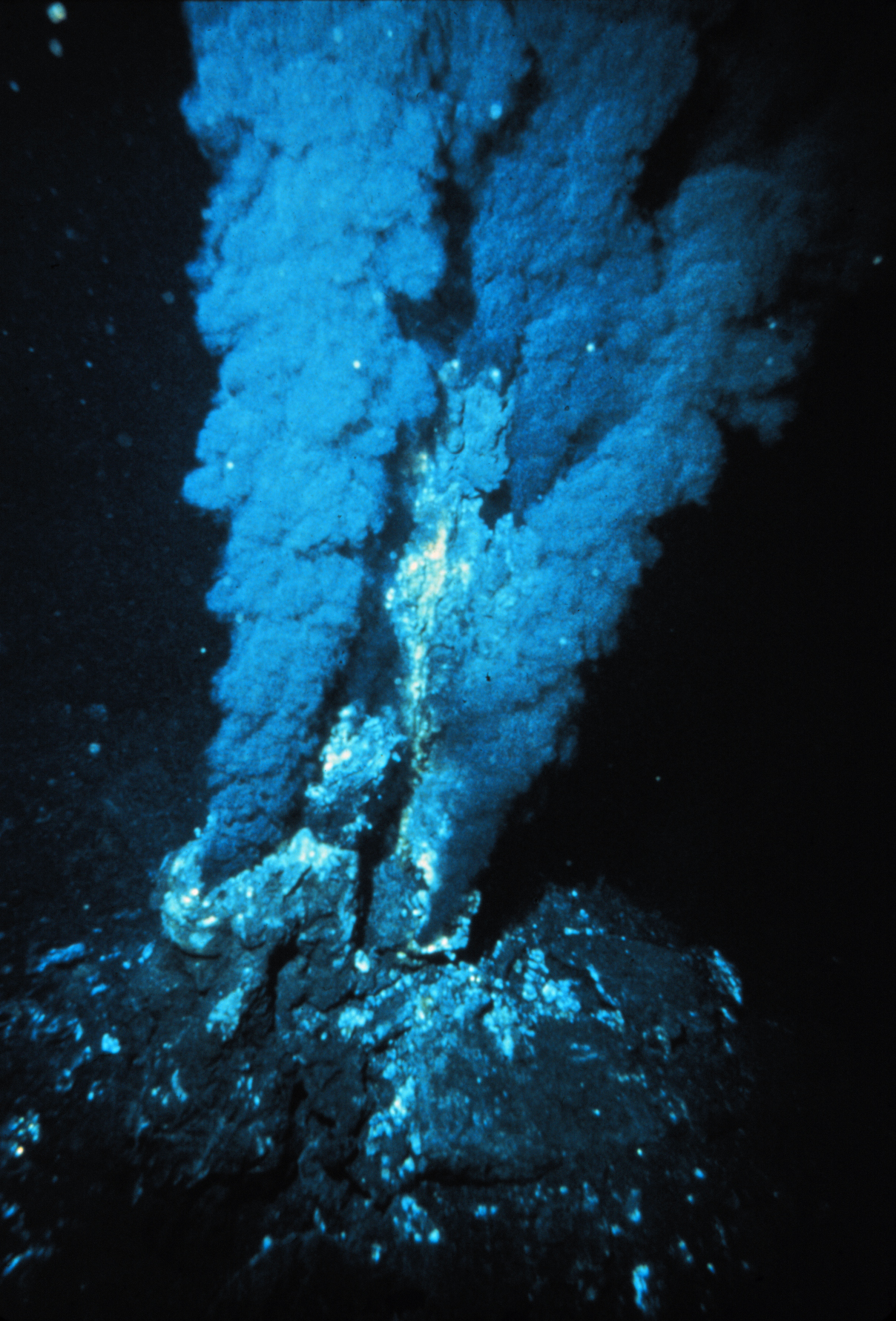
Fekete füstölő (Black smoker) az Atlanti-óceán fenekén, több ezer méter mélyen. A 100 °C feletti hőmérsékleten, nagy nyomáson, a napfénytől elzártan olyan extremofil mikroorganizmusok élnek, melyek a vulkáni utóműködés során keletkező, nagy ásványianyag-tartalmú vízből nyerik ki az életműködésükhöz szükséges energiát, azaz teljesen függetlenek a közvetlen napfénytől

Az asztrobiológia számos kérdése a Föld felszínén is jól tanulmányozható. A földön kívüli élet nyomai esetleg bolygónkon is megtalálhatóak, például olyan élőlények felfedezésével, melyeknek valamilyen szerve vagy életfunkciója nagyon eltér a földi életnél megismertektől (alkotóvegyületei nem szén alapúak, vagy nem a földi életben ismert fehérjék, illetve molekuláinak kiralitása eltérő, örökítőanyaga nem DNS, vagy nem kapcsolódik a földi tápláléklánchoz). Az is elképzelhető, hogy a Földön egymás után függetlenül kialakult az élet, és az ősi mikroorganizmusok egymással párhuzamosan léteztek, illetve léteznek napjainkban is, de csak az RNS- és DNS-kódolású élőlényeket ismerjük, mert ezek fejlődtek többsejtűekké. Ha a Földön sikerülne két, egymástól független életet felfedezni, az azt jelentené, hogy az élet nem különleges dolog, a Földön kívül is jó eséllyel találkozhatunk vele.
A földi élet kialakulásának kutatása is segít jobban megértenünk a földön kívüli élet kialakulását. Az, hogy a Földön a felszín megszilárdulása után gyorsan (4 milliárd éve, azaz pár száz millió év elteltével) kialakult az élet, azt sejteti, hogy ez nem volt túlságosan rendkívüli esemény. Azonban az, hogy a többsejtű élőlények kifejlődése ezután több milliárd évet vett igénybe (1 milliárd évvel ezelőtt), azt jelzi, hogy a törzsfejlődésnek ezen lépcsőfoka meglehetősen egyedi.
A szélsőséges körülményekhez alkalmazkodó (extremofil) élőlények felfedezése segít annak kiderítésében, hogy a földi eredetű élet hogyan viselkedne a világűrben, vagy más égitesteken.

### Mars
A legutóbbi idők kutatásai elsősorban a Marsra összpontosulnak. Egyre több jel utal arra, hogy valaha létezett élet a Marson. A Mars jégsapkái alatt valószínűsíthető a víz jelenléte, mely alapján akár az élet kialakulásában játszott szerepére is gondolhatunk. De helyüket minden körülmények között megálló bizonyítékokkal még nem rendelkezünk.
A marsi élet keresésére indított űrszondák közül a legfontosabbak a Viking-program és a Beagle-2. A két Viking nem tudott egyértelmű bizonyítékokat szerezni, pontosabban nem voltak alkalmasak a műszerek az élet kimutatására, a Beagle-2 pedig valószínűleg a Mars talajába csapódott, mivel semmilyen információt nem tudott küldeni, megszakadt vele a kapcsolat.
Az Antarktiszon talált, valószínűsíthetően marsi eredetű ALH84001 meteorit vizsgálata során nem földi eredetű mikrofosszíliákat találtak, melyek, bár túl kicsik ahhoz, hogy baktériumok maradványai legyenek, elképzelhető, hogy nem ismert élőlények (a feltételezett nanobaktériumok) maradványai, de a bizonyítékok körül folyó vitának még nincs vége, valószínűleg csak helyszíni bizonyítékból jelenthetünk ki bármit is.
2004-ben földi távcsövekkel és a Mars Express űrszondával is metánt fedeztek fel a marsi légkörben, ahol ennek a vegyületnek rendkívül kicsi a felezési ideje, azaz hamar bomlik. Emiatt gondolják, hogy lennie kell egy forrásának, mint például egy aktív vulkán, amit azonban még nem mutattak ki a Marson, ezért a tudósok forrásként felvetették a mikrobiális élet létezését.

### Más lehetséges előfordulási helyek a Naprendszeren belül

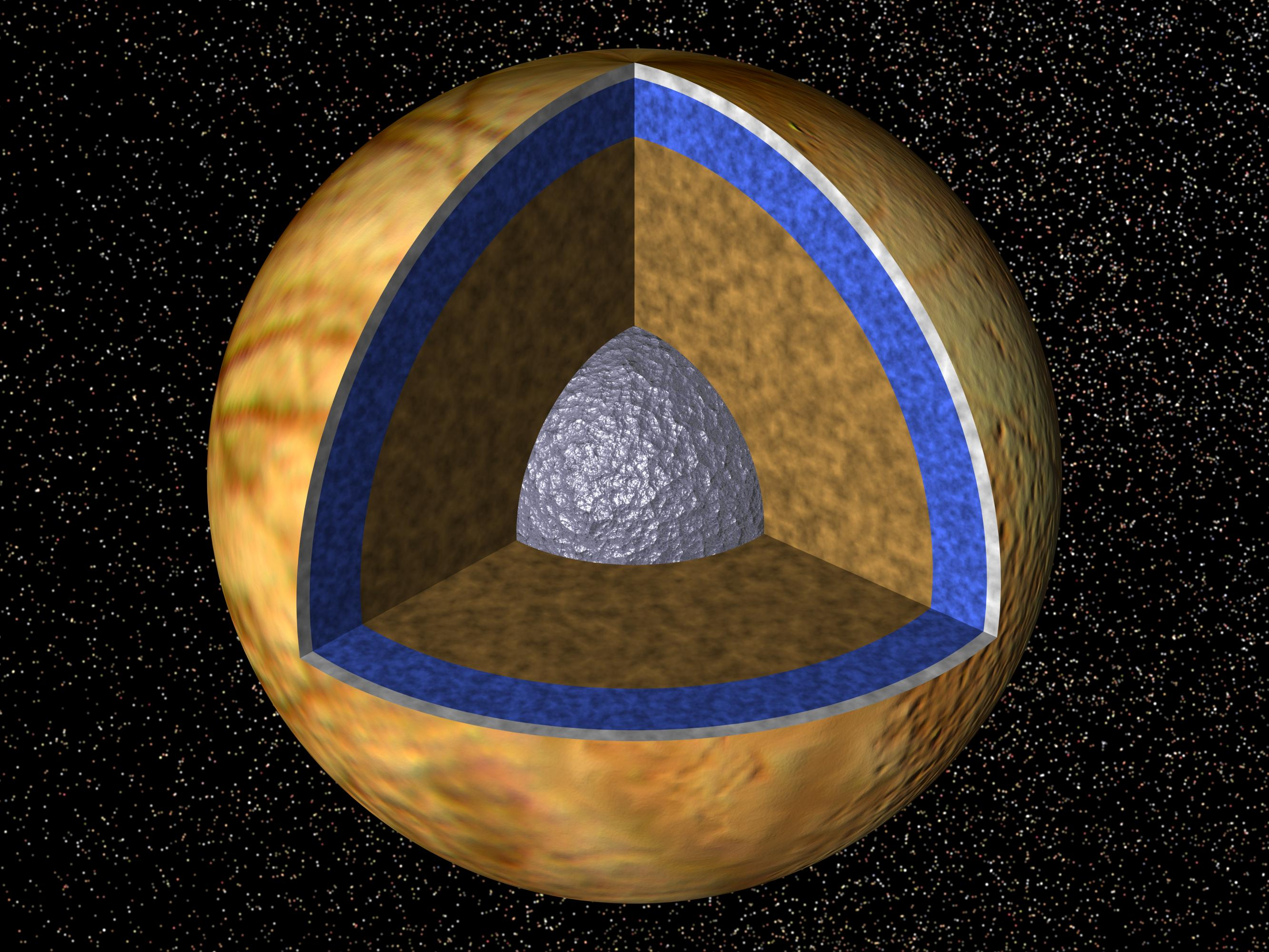
A Jupiter Európa holdjának szerkezete, a felszínt takaró jégtakaró alatt több száz kilométer mély óceán van

A Naprendszeren belül elképzelhető az élet létrejötte Jupiter Europé holdján, valamint a Szaturnusz Titan és Enceladus holdján is.
- Az Europa felszínét vízjég borítja, ez alatt (néhol csak pár kilométeres mélységben) több száz kilométer mélységig folyékony vízből álló óceán található. Jelenleg a Cassini űrszonda és a később felbocsátandó Jupiter Icy Moons Orbiter  asztrobiológiai kutatásokat is végez.
- A Titan légkörében nagy mennyiségű szénhidrogén található, felszínén többek között metánból és (vagy) etánból álló tavak vannak, azaz szerves anyag nagy mennyiségben található rajta.
- Az Enceladus felszínét vízjég borítja, a jeges felszín alatt pedig valószínűleg enyhén sós óceán található. Kedvező körülmények esetén az óceán hőmérséklete -3 fok körüli lehet. Ezzel az élet feltételei (energiaforrás, szerves anyagok, folyékony víz) adottak.[3][4]
- Nem kizárt, hogy egyszerű életformák nyomai megtalálhatóak a Vénuszon is. A bolygó felszínét, a legújabb kutatások szerint 2 milliárd évig, folyékony víz borította, amely évmilliárdokkal ezelőtt elpárolgott. Ekkorra a Földön az élet a baktériumok szintjéig jutott.

## Módszerek
Az asztrobiológia egyik alapproblémája, hogy egyáltalán mi az, amit keresünk (mi az „élet”, és miket tekinthetünk egyáltalán élőlényeknek).
Az egyik lehetséges módszer közvetlen kutatás az élet valamilyen jól körülhatárolt, szűkített formájának (például szén-alapú élet, bakteriális formák stb.) jelei után.
Lovelock professzor, a Gaia-elmélet megalkotója vetette fel a következő, általánosabb kutatási kritériumot: az élet – ahogyan az földi körülmények között is látható – biztosan erősen befolyásolja a környezetét. Évmilliók alatt mikroszkopikus tevékenységek is geológiai méretű nyomokat hagyhatnak (ld. az elpusztult egykori tengeri mikroszervezetek testvázaiból lett mészkőhegységek). Tehát ha „életet” keresünk, egyszerűen olyan jelek után kell kutatni az égitestek között, melyeknek standard fizikai magyarázata nincs, azaz olyan jelenségek után, melyek az illető égitestre vonatkozó pusztán fizikai törvényszerűségekből (legalábbis valószínűleg) nem vezethetőek le. Például a Föld természetes adottságaiból, a rajta észlelhető vulkáni tevékenységből egy spektrométerrel vizsgálódó messzi külső szemlélő le tudná-e vezetni az üvegházhatást okozó gázok roppant mennyiségét? Ha erre nem képes, joggal gyanakodhat arra, hogy ez valamilyen élettevékenység eredménye.

### Szempontok
Amikor más bolygókon keresünk életre utaló nyomokat, akkor érdemes a feladatot szűkíteni az asztrobiológusok munkájának könnyítése végett. Az egyik ilyen szempont, hogy a nagy többsége a galaxisunkban található életformáknak szén-alapú kell legyen, mint a Földön. Habár nem szén alapú élet is elképzelhető, de a szénatom által nyújtott előnyöket egyik elem tulajdonságai sem képesek túlszárnyalni.
Folyékony víz jelenléte is elengedhetetlen, hiszen a víz egy közönséges molekula, mely kiváló körülményeket ad bonyolult szén-alapú molekulák képződéséhez. Ez a tulajdonsága igazából kulcsfontosságúvá teszi az élet kialakulást tekintve.
Harmadik szempont a Naphoz hasonló csillagokról szól. Egy a mi Napunknál nagyobb csillag életideje kisebb, így nem lenne elég idő az élet kifejlődésére. Míg egy kisebb csillag annyira kevés hőt sugározna, hogy csak a csillaghoz közeli pályán keringhetne a bolygó, annak is a pálya alakjából adódóan egyik oldala rendkívül forró, másik oldala pedig fagyott lenne. Megállapodásképpen azt mondhatjuk, minden csillaghoz rendelhető egy sáv, amelyben keringő bolygó megfelelő körülményekkel rendelkezne az élet kialakulásához. E sávot élet-zónának is nevezik.
Galaxisunk csillagainak kb. 10%-a hasonlít a mi Napunkra, és 100 fényévnyi távolságon belül is csak néhány ezer ilyen csillag található. Azonban mivel csak a földi életformát ismerjük, nem tudhatjuk, szempontjaink mennyire alkalmasak más formák felkutatására.

### Az asztrobiológia tudományágai

#### Csillagászat
A legfontosabb csillagászati jellegű kutatás az asztrobiológiában az extraszoláris bolygók, azaz az exobolygók utáni keresés. Ezek más naprendszerekben keringő bolygók, melyek között vizsgálják azokat, melyek potenciálisan hasonlíthatnak a mi Földünkhöz. Ilyen projektek a NASA Kepler űrtávcsöve, a Terrestrial Planet Finder (TPF) és az ESA Darwin programja.
Az intelligens életformák számának meghatározása céljából született meg a Drake-formula. Az egyenlet változóinak meghatározása váltja ki manapság a legnagyobb vitákat.
Egy másik csillagászati téma a Fermi-paradoxon, mely szerint ha tényleg létezne intelligens élet az univerzumban, akkor annak egyértelmű jele kellene, hogy legyen.
A csillagászat talán legkiemelkedőbb projektje napjainkban a SETI@Home program, melynek keretein belül a világhálón ezrek bekapcsolódásával a világűrből érkező rádióhullámok elemzését végzik intelligens idegen civilizációk után kutatva.

#### Biológia
Az extremofilek (szélsőséges körülmények között is életben maradó organizmusok) kutatása az asztrobiológusok feladata is. Azon organizmusok tulajdonságainak, életkörülményeiknek a megfigyelése, melyek kilométerekkel az óceán mélyén, vagy rendkívül savas közegben is élnek, illetve szaporodnak új szempontokat nyújthatnak az idegen életformák megértése szempontjából.

#### Geológia
Fosszilis leletek őrzik az élet keletkezésének legrégebbi bizonyítékait. Ezek, illetve olyan helyek, mint az ausztrál Pilbara, mely leginkább egy marsi területre hasonlít segíthetnek megtalálni a marsi életre utaló lehetséges jeleket.

## Kritika
Mivel az asztrobiológia fejlődő, napjainkban kialakuló tudományág, ezért nem minden tudós fogadja el jogosságát. Azt is vitatják, vajon eléggé elvált-e szülőtudományától, a biológiától ahhoz, hogy önálló ágnak tekinthessük. Az is kérdéses, jó módszer-e a Földön extrém körülmények között növekvő organizmusok életkörülményeinek alkalmazása idegen bolygókra.
A legtöbb kritika az asztrobiológia módszereit éri. Egyrészt azért, mert igazi bizonyítékokkal (az enyhe kivételt jelentő ALH84001 meteoritot nem számítva) nem szolgált még, és ez alapfeltételeinek köszönhetően nem is várható. Másrészt abból a feltevésből indulva ki, hogy egy idegen bolygón kialakuló élet hasonlít a földihez, valószínűleg hibás. E két ok miatt csak nehezen fogadják el az asztrobiológia létezését, és eredményeit is, habár egyre ritkábban, megkérdőjelezik.

## Lásd még
- Mesterséges élet
- Planetológia
- Exopolitika
- SETI
- Asztroszociobiológia
- Földön kívüli élet
- Nem szén alapú élet
- Az élet eredete
- Pánspermia-elmélet
- Xenolingvisztika

### Magyarul
- Asztrobiológia – modern szintézis a természettudományok között
- A csillagközi kémia és az élet földi eredete közötti lehetséges kapcsolat
- Kereszturi Ákos: Az asztrobiológia legújabb eredményei – A Földön kívüli élet hónapja a Polaris Csillagvizsgálóban, előadás, 2007. február 6.
- Simon Tamás – Kereszturi Ákos: A földi élet keletkezése és extrém élőlények bolygónkon – A Földön kívüli élet hónapja a Polaris Csillagvizsgálóban, előadás, 2007. február 13.
- Horvai Ferenc – Kereszturi Ákos: Az élet lehetősége a jégholdakon – A Földön kívüli élet hónapja a Polaris Csillagvizsgálóban, előadás, 2007. február 20.
- Dr. Horváth András: Az élet lehetősége és űrszondás keresése a Marson – A Földön kívüli élet hónapja a Polaris Csillagvizsgálóban, előadás, 2007. február 27.
- Élet a Földön kívül? – Az Űrvilág.hu rovata
- Asztrobiológia kurzus az [Origo] Világűr portálján, Kereszturi Ákos
  - Elemek és molekulák keletkezése – asztrobiológia kurzus, I. rész – Az [Origo] Világűr portálja, Kereszturi Ákos, 2007. szeptember 19.
  - Bolygók a Naprendszeren kívül – asztrobiológia kurzus, II. rész – Az [Origo] Világűr portálja, Kereszturi Ákos; 2007. október 2.
  - A földi élet keletkezése – asztrobiológia kurzus, III. rész – Az [Origo] Világűr portálja, Kereszturi Ákos, 2007. november 12.
  - Kereszturi, Ákos: Szélsőséges élőlények és élőhelyek a Földön - asztrobiológia kurzus IV. rész, 2008. január 3. (Hozzáférés: 2008. augusztus 22.)
  - Kereszturi, Ákos: A Titan asztrobiológiai potenciálja - asztrobiológia kurzus V. rész. [Origo] Világűr, 2008. május 29. (Hozzáférés: 2008. augusztus 22.)
  - Kereszturi, Ákos: Az Europa asztrobiológiai potenciálja - asztrobiológia kurzus VI. rész. [Origo] Világűr, 2008. augusztus 22. (Hozzáférés: 2008. augusztus 22.)
  - Kereszturi, Ákos: A Mars asztrobiológiai potenciálja: az ősi állapotok - asztrobiológia kurzus VII. rész. [Origo] Világűr, 2009. február 16. [2009. február 17-i dátummal az eredetiből archiválva]. (Hozzáférés: 2009. február 16.)

### Angolul
- Astrobiology Magazine
- Australian Centre for Astrobiology
- The Astrobiology Web
- Az élet a távoli űrben keletkezett – NASA Astrobiology Institute
- Csillagok és lakható bolygók
- Life Around a Red Dwarf Reading Exercise
- Mark Elowitz's Web site on Exobiology and SETI
- Let's Build an Extraterrestrial Archiválva 2006. szeptember 12-i dátummal a Wayback Machine-ben